# Ctenucha editha
Ctenucha editha är en fjärilsart som beskrevs av Walker 1856. Ctenucha editha ingår i släktet Ctenucha och familjen björnspinnare. Inga underarter finns listade i Catalogue of Life.